# Desiderio de Vienne
Desiderio de Vienne o de Autun, en francés Didier, (Autun, Borgoña, ca. 550 - Priscianum Vicus, actual Saint-Didier-sur-Chalaronne, Ain, 608) fue un religioso burgundés, obispo de Vienne. Muerto como mártir, es venerado como santo por diversas confesiones cristianas.

## Biografía
Nació en Autun hacia el 550, en una familia de la nobleza de la ciudad, por la cual recibió una buena educación; fue discípulo del futuro San Siagrio de Autun. Vienne era entonces un importante centro de cultura romana en el reino de los burgundios, pero hacia 534 la situación empeoró y faltaba personal eclesiástico, hasta al punto que no había obispos en Lyon.  Desiderio se dedicó a enseñar y formar laicos y eclesiàsticos para mantener la cultura clásica y cristiana. 
En 590 fue nombrado arzobispo de Vienne. El papa Gregorio el Grande le apoyaba, pero luego le atacó porque continuaba enseñando, y no sólo gramática latina sino también la poetarum enarratio, donde se explicaban fábulas y mitos paganos usados por los escritores, lo cual contradecía su labor pastoral para erradicar estas creencias.
En el 603 fue depuesto por haberse aliado con el obispo Aridio de Lyon contra las autoridades civiles. Murió lapidado en el Priscianum Vicus, actual Saint-Didier-sur-Chalaronne después de haber sido conducido, bajo escolta real, a Chalon-sur-Saône o Autun. Es improbable que, como dice la tradición, muriera por orden de la reina Brunegilda, ya que esta siempre había buscado el apoyo de los obispos para mantener la autoridad del derecho imperial romano sobre las costumbres de los francos. Las crónicas posteriores acusan a la reina sin fundamento. Según estas, Desiderio había cuestionado que sus hijos fuesen legítimos.

## Veneración
Inmediatamente fue considerado mártir. El lugar donde murió, Priscianicum o Priscianum Vicus, cambió el siglo X por el de Saint-Didier, en homenaje al santo. Su tumba estaba en este sitio y encima de él se erigió una capilla, después parroquia.
El rey visigodo Sisebuto escribió en el siglo VII una vida del santo; posteriormente, Adón de Vienne escribió otra.
El día de San Desiderio es el 23 de mayo,,.